# Internetové rádio
Internetové rádio, neboli e-rádio je rádio, jehož program je šířen v digitální formě přes internet. Co se týče vysílání a přijímání zvuku, je podobné klasickému rádiu. Na druhé straně je ale odlišné od podcastingu, při kterém se vyžaduje stahování pořadů (dat) a také nemá nic společného s poskytováním obsahu na přání (ze seznamu). Mnohá internetová rádia existují souběžně se svými klasickými pozemními verzemi, existují však i čistě internetová rádia.
Internetové rádio je dostupné z jakéhokoliv místa na světě s připojením na internet. To z něj dělá populární službu pro lidi, kterým tradiční lokální stanice nedokáží poskytnout požadovaný druh hudby (jako world music, jazz, heavy metal, elektronickou hudbu, operu, atd.). Některé rádia nabízejí nonstop zpravodajství, sport, politiku a množství různých jiných žánrů.

## Technologické pozadí

### Streaming
Jeden z nejběžnějších způsobů jak distribuovat internetové rádio je streaming (kontinuální proudění dat) a využití ztrátového zvukového kodeku, např. MP3, AAC, Ogg Vorbis, Windows Media Audio či RealAudio. Bity jsou "streamované" (transportovány) přes internetovou síť v TCP nebo UDP paketech, pak spojeny a hrané během asi 2-10 sekund, v závislosti na serverových charakteristik. Toto zpoždění je označováno jako "lag" (běžný jev v IT, pakety se jen někde zdrží).
3 hlavní složky pro fungování audio streamu
1. Zdroj zvukového streamu (toku dat).
2. Server (opakovač) audio streamu
3. Přehrávání zvukového streamu.

Obecně je multimediální obsah datově objemný, a tak skladovat a přenášet jej je náročné. Kvůli tomu se skladovány i streamované data komprimují.

## Historie
Pokusy zobrazit média na počítačích sahají až do jejich začátků - poloviny 20. století Akademické experimenty v roce 1970 prokázaly pouze základní koncepty a možnosti streamování médií na počítačích.
Ke konci 80 let byly spotřebitelsky orientované počítače dostatečné výkonné na to, aby spouštěly různá média. Primární technické problémy se streamováním byly mít dostatečně výkonný procesor a podporu pro tak velký tok dat a vytvořit operační systém, který by neměl problémy s přehráváním médií. Avšak v té době se média distribuovaly na CD nosičích a ne přes internet. Konec 90. let 20. století přinesl větší propustnost sítě, zvýšila se přístupnost k Internetu a rozšířilo se použití standardních protokolů a formátů, jak TCP / IP, HTTP a HTML. Došlo také ke komercionalizaci Internetu. Pokroky v připojeních počítačů do sítě v kombinaci se silnými domácími počítači a moderními operačními systémy zpřístupnily streamovaná média obyčejným spotřebitelům.